# Cindy María Ramírez
Cindy María Ramírez (* 15. Dezember 1989 in Cali) ist eine kolumbianische Volleyballspielerin.

## Karriere
Ramírez sah in ihrem Heimatland, das keine Profiliga bietet, keine Chance auf eine professionelle Karriere. Deshalb ging sie im Alter von sechzehn Jahren nach Zypern. Später spielte sie in Griechenland, Spanien und Rumänien. Im Februar 2011 wechselte sie nach Indonesien zu Alko Bandung. Im Oktober desselben Jahres wurde sie vom deutschen Bundesligisten VT Aurubis Hamburg verpflichtet.